# Чехи-Орлянські (Підляське воєводство)
Чехи-Орлянські (Чохи, або Чехи Орлянські, пол. Czechy Orlańskie) — село в Польщі, у гміні Дубичі Церковні Гайнівського повіту Підляського воєводства. Населення — 99 осіб (2011).

## Історія
Вперше згадується у 1560 році. У минулому належало до гміни Орля, тому під час зміни у кінці XIX століття офіційної назви з Чохи на Чехи було додане окреслення Орлянські. У 1975—1998 роках село належало до Білостоцького воєводства.

## Демографія
Демографічна структура станом на 31 березня 2011 року:
|          | Загалом | Допрацездатний вік | Працездатний вік | Постпрацездатний вік |
| -------- | ------- | ------------------ | ---------------- | -------------------- |
| Чоловіки | 48      | 2                  | 25               | 21                   |
| Жінки    | 51      | 7                  | 14               | 30                   |
| Разом    | 99      | 9                  | 39               | 51                   |